# Frank Stilwell
Frank C. Stilwell (1856 – 20 marzo 1882) è stato un pistolero statunitense, protagonista del Selvaggio West americano.

## Biografia
Membro della banda di fuorilegge nota come Cowboys operante nei dintorni di Tombstone, in Arizona, negli anni '80 del XIX secolo. Dopo la sparatoria all'O.K. Corral, avvenuta il 26 ottobre 1881, a Tombstone, tra i fratelli Earp (Wyatt Earp, Morgan Earp e Virgil Earp) ed i Clanton-McLaury (Ike Clanton, Billy Clanton, Frank McLaury, Tom McLaury), Stilwell ed i suoi complici cercarono di eliminare gli Earp. Virgil Earp venne ferito e perse un braccio, mentre Morgan Earp venne assassinato il 18 marzo 1882.
Due giorni dopo, il 20 marzo, Stilwell, a quel tempo aiutante dello sceriffo della Contea di Cochise Johnny Behan, ed Ike Clanton cercarono di tendere un agguato agli Earp a Tucson, ma vennero intercettati da Wyatt. Stilwell venne freddato da Wyatt Earp a colpi di doppietta. L'omicidio di Stilwell avviò la serie di episodi di violenza poi noti come vendetta degli Earp.

### Fonti
- Stuart N. Lake, Wyatt Earp, frontier marshal, 1931. Prima biografia autorizzata di Wyatt Earp, basata su di un'intervista rilasciata a Lake da Earp nel 1928. Il volume raccoglie anche i testi dell'autobiografia che Earp dettò nel 1926 a John H. Flood.
- Alford E. Turner, The O.K. Corral inquest, College Station (Texas), 1981, ISBN 0-932702-16-3. Il volume raccoglie i documenti originali del processo condotto dal giudice di pace Spicer, analizzati ed annotati dell'autore Turner. Viene considerata la più autorevole fonte di informazioni sugli Earp.
- I Married Wyatt Earp: The Recollections of Josephine Sarah Marcus Earp, ed. Glenn G. Boyer, University of Arizona Press, 1998, ISBN 0-8165-0583-7. Le memorie della moglie di Wyatt Earp, Josephine Marcus.
- Billy Breakenridge, Helldorado: Bringing the Law to the Mesquite, Boston, 1928, ed. Richard M. Brown, University of Nebraska Press, 1992, ISBN 0-8032-6100-4.
- Walter Noble Burns, Tombstone, an Iliad of the West, 1927, ed. Casey Tefertiller, University of New Mexico Press, 1999, ISBN 0-8263-2154-2.

### Studi
- Steve Gatto, The Real Wyatt Earp: A Documentary Biography, Silver City, 2000, ISBN 0-944383-50-5.
- Allen Barra, Inventing Wyatt Earp: His Life and Many Legends, New York, 1998, ISBN 0-7867-0685-6.
- Casey Tefertiller, Wyatt Earp: The Life Behind the Legend, New York, 1997, ISBN 0-471-18967-7.
- Grace McCool, GUNSMOKE: The True Story of Old Tombstone, Tucson, 1990, ISBN 0-918080-52-5.
- Paula Mitchell Marks, And Die in the West: the story of the O.K. Corral gunfight, New York, 1989, ISBN 0-671-70614-4.